# Посёлок Учхоза (Смоленская область)
Посёлок Учхоза — посёлок в Рославльском районе Смоленской области России. Входит в состав Кирилловского сельского поселения. Население — 45 жителей (2007 год). 
Расположена в южной части области в 1 км к востоку от Рославля, в 4 км южнее автодороги А101 Москва — Варшава («Старая Польская» или «Варшавка»), на берегу реки Остёр. В 2,5 км западнее посёлка расположена железнодорожная станция Рославль-1 на линии Смоленск — Брянск. 

## История
В годы Великой Отечественной войны посёлок была оккупирована гитлеровскими войсками в августе 1941 года, освобождена в сентябре 1943 года.